# 阿里阿德涅號鐵殼明輪砲艇
阿里阿德涅號鐵殼明輪砲艇（H.C. steamer Ariadne）是英國東印度公司的一艘鐵殼明輪砲艇。它於1840年下水，曾參與第一次鴉片戰爭。它於1842年6月在舟山群島附近觸礁，23日沈沒。

## 建造
1838年，英國政府的印度事務局與東印度公司董事會共同決定大規模擴張公司的輪船隊，向泰晤士河畔的造船廠訂購了三艘新的木殼明輪船，即塞索斯特利斯號、皇后號和克萊奧帕特拉號，1839年1月購買了一艘兩年新的愛爾蘭貨輪基爾肯尼號，並更名為芝諾比亞號。董事會不知道的是，印度事務局主席約翰·霍布豪斯在1838年還下令公司的秘密委員會秘密安排另造六艘鐵殼明輪砲艇，其活動的龍骨能往下伸展，增加吃水，使其既適合內河航行又適合海上航行。其中本艦與美杜莎號是同級，
本艇採取分段建造的方式，各段於1839年12月在約翰·萊爾德父子公司的伯肯黑德鋼鐵廠（Birkenhead Iron Works）完成，運往孟買組裝後於次年下水。容積總噸432噸，垂標間距139英尺（42.4米），艇寬26英尺（7.92米），由一具70匹額定馬力的蒸汽機推動明輪，也可使用風帆。裝備3門旋轉砲。

## 艦歷
1842年6月8日，英軍艦隊在舟山群島雞骨礁附近結集，繪製長江口暗礁圖時，本艇底部撞上一塊未知礁石，破了一個大洞，機艙進水，淹死三名中國船員。塞索斯特利斯號巡防艦將它拖到岸邊，但是它於23日夜間沈沒。此礁石後來稱為阿里阿德涅礁。

## 榮譽及紀念
本艇有6名軍官、11名普通艦員、4名海軍陸戰隊員、20名東印度水手（總計41人）獲得1842年中國戰爭勳章。

## 引用
1. 1 2  Marshall（2015年），第12-13页
2. ↑  . www.navypedia.org.   [2022-11-10]. （原始内容存档于2022-11-11）.
3. ↑  . www.barnettmaritime.co.uk.   [2022-11-11]. （原始内容存档于2022-11-11）.
4. ↑  Marshall（2015年），第132页
5. ↑  Low（1877年），第150页
6. ↑  . （原始内容存档于2014-06-23）.